# Thiemo Breyer
Thiemo Rafael Breyer (* 30. Juni 1981) ist ein deutscher Philosoph und Hochschullehrer.

## Leben
Das Studium (2001–2006) der Philosophie, Anthropologie und Kognitionswissenschaft an den Universitäten Cambridge und Freiburg im Breisgau schloss er dort 2010 mit der Promotion zum Dr. phil. im Fach Philosophie. Von 2006 bis 2010 war er Mitarbeiter am Husserl-Archiv der Universität Freiburg. Von 2010 bis 2014 war er Assistent am Karl-Jaspers-Lehrstuhl für Philosophie und Psychiatrie der Universität Heidelberg. Nach der Habilitation 2014 und Verleihung der Venia legendi im Fach Philosophie an der Albert-Ludwigs-Universität Freiburg war er von 2014 bis 2015 Fellow am Mahindra Humanities Center der Harvard University. Von 2014 bis 2018 lehrte er als Juniorprofessor für Transformations of Knowledge der Universität zu Köln. Von 2014 bis 2019 war er Fellow am Zentrum für interdisziplinäre Forschung der Universität Bielefeld. 2016 lehnte er den Ruf auf die Professur für Philosophische Grundlagen der Psychologie der Universität Witten/Herdecke ab. Von 2017 bis 2018 war er Gastprofessor am Zentrum für Interkulturelle Studien der Universität Mainz. Seit 2018 ist er Heisenberg-Professor für Phänomenologie und Anthropologie der Universität zu Köln.
Seine Forschungsschwerpunkte sind Phänomenologie, philosophische Anthropologie und Philosophie des Geistes.

## Schriften (Auswahl)
- On the Topology of Cultural Memory. Different Modalities of Inscription and Transmission. Würzburg 2007, ISBN 978-3-8260-3527-2.
- Attentionalität und Intentionalität. Grundzüge einer phänomenologisch-kognitionswissenschaftlichen Theorie der Aufmerksamkeit. Paderborn 2011, ISBN 3-7705-5122-2.
- Verkörperte Intersubjektivität und Empathie. Philosophisch-anthropologische Untersuchungen. Frankfurt am Main 2015, ISBN 978-3-465-03914-3.
- mit Daniel Creutz Hrsg.: Phänomenologie des praktischen Sinns. Die Willensphilosophie Paul Ricœurs im Kontext. Paderborn 2019, ISBN 978-3-7705-5517-8.